# Шалин, Михаил Алексеевич
Михаи́л Алексе́евич Ша́лин (16 [29] ноября 1897, посёлок Кумак, Оренбургская губерния — 20 февраля 1970, Москва) — советский военачальник, генерал-полковник (31.05.1954). Начальник Главного разведывательного управления Генерального Штаба Советской Армии (1952—1956; 1957—1958).

## Биография
Из крестьянской семьи. Окончил приходское училище (1908), городское училище в Орске в 1912 году, учительскую семинарию в Оренбурге в 1916 году.
В Русской Императорской армии с 25 мая 1916 года. Служил рядовым учебной команды 105-го пехотного запасного полка, 1 июня 1917 года окончил ускоренный курс Виленского военного училища в Полтаве. С сентября 1917 года — командир 2-й роты 17-го Сибирского стрелкового запасного полка. 2 февраля 1918 года демобилизован, вернулся в Орск.
В Красную Армию вступил добровольно в мае 1918 года. Член РКП(б) с ноября 1918 года. Участник гражданской войны в 1918—1921 годах: казначей в Орском уездном военкомате, казначей в финансовой комиссии штаба Орского фронта, с марта 1919 года — командир роты и батальона 1-го Орского стрелкового полка, с августа 1919 года служил в 435-м Орском пехотном полку, с сентября 1919 года — временно исполняющий должность командира бригады в 49-й стрелковой дивизии, с ноября 1919 — помощник командира полка Орского укреплённого района, с июля 1920 года служил в инспекции пехоты штаба 15-й армии, с января 1921 года — помощник командира 96-го стрелкового полка. Участвовал в советско-польской войне. При подавлении Кронштадтского мятежа в марте 1921 года являлся начальником ударного отряда Южной группы при 32-й стрелковой бригаде.
После гражданской войны служил с марта 1922 года Орским уездным военным комиссаром, с декабря 1926 года — тюменским окружным военным комиссаром. В октябре 1927 — августе 1928 годов учился на Стрелково-тактических курсах усовершенствования комсостава РККА имени III Коминтерна. После их успешного окончания с октября 1929 года — начальник Управления территориального округа Башкирской АССР, с января 1931 года по апрель 1932 года — заместитель начальника штаба 13-го стрелкового корпуса. В 1936 году окончил Восточный факультет Военной академии РККА имени М. В. Фрунзе.
С марта 1936 года служил в Разведупре РККА: в распоряжении 2-го (восточного) отдела Разведупра РККА, в 1936—1937 годах находился в командировке в Японию, где стажировался при 15-м пехотном полку Императорской армии Японии, начальник отделения 2-го отдела Разведупра, временно исполняющий должность заместителя начальника 2-го отдела Разведупра РККА по агентуре (апрель 1937 — апрель 1939), начальник Центральной школы подготовки командиров штаба Разведупра — 5-го Управления РККА (апрель 1938 — июнь 1939), временно исполняющий должность заместителя начальника Разведупра — 5-го Управления РККА (февраль — июнь 1939).
С июня 1939 года — начальник 10-го отдела штаба Сибирского военного округа. С июля 1940 года — начальник штаба 16-й армии Забайкальского военного округа. В мае 1941 года части армии начали переброску на Украину.
Участвовал в Великой Отечественной войне. В должности начальника штаба 16-й армии участвовал в Смоленском оборонительном сражении. С сентября 1941 года — начальник штаба 22-й армии на Западном фронте и на Калининском фронте. Участник Московской битвы и Ржевской битвы.
С февраля 1943 года до конца войны (и после войны, до января 1946 года) — начальник штаба 1-й гвардейской танковой армии. Участник Курской битвы, Белгородско-Харьковской, Житомирско-Бердичевской, Проскуровско-Черновицкой, Львовско-Сандомирской, Висло-Одерской, Восточно-Померанской и Берлинской наступательных операций. Действия Шалина на этом посту высоко ценил командующий армией будущий маршал бронетанковых войск М. Е. Катуков:

«Мне повезло с начальником штаба Михаилом Алексеевичем Шалиным. До войны он работал военным атташе в Токио. Это был необычайно работоспособный, точный и аккуратный до педантизма штабист. Бывало, в какое время ни заглянешь в штаб, он всегда за столом. Поглаживает бритую голову и что-то колдует над картой или бумагами. Я мог всегда положиться на него: Шалин все предусмотрит, ничего не упустит».— Гл. 12. А выстояв — победили. // Катуков М. Е. На острие главного удара. М.: Воениздат, 1974.
С января 1946 года — начальник Военно-дипломатической академии. С января 1949 года — начальник 1-го Управления — заместитель начальника Главного разведывательного управления Генштаба Вооружённых Сил СССР. С июня 1951 года — первый заместитель начальника ГРУ Генштаба ВС СССР. С октября 1951 по июль 1952 года участвовал в Корейской войне в должности старшего группы советских военных советников при командующем войсками китайских народных добровольцев Пэн Дэхуае.

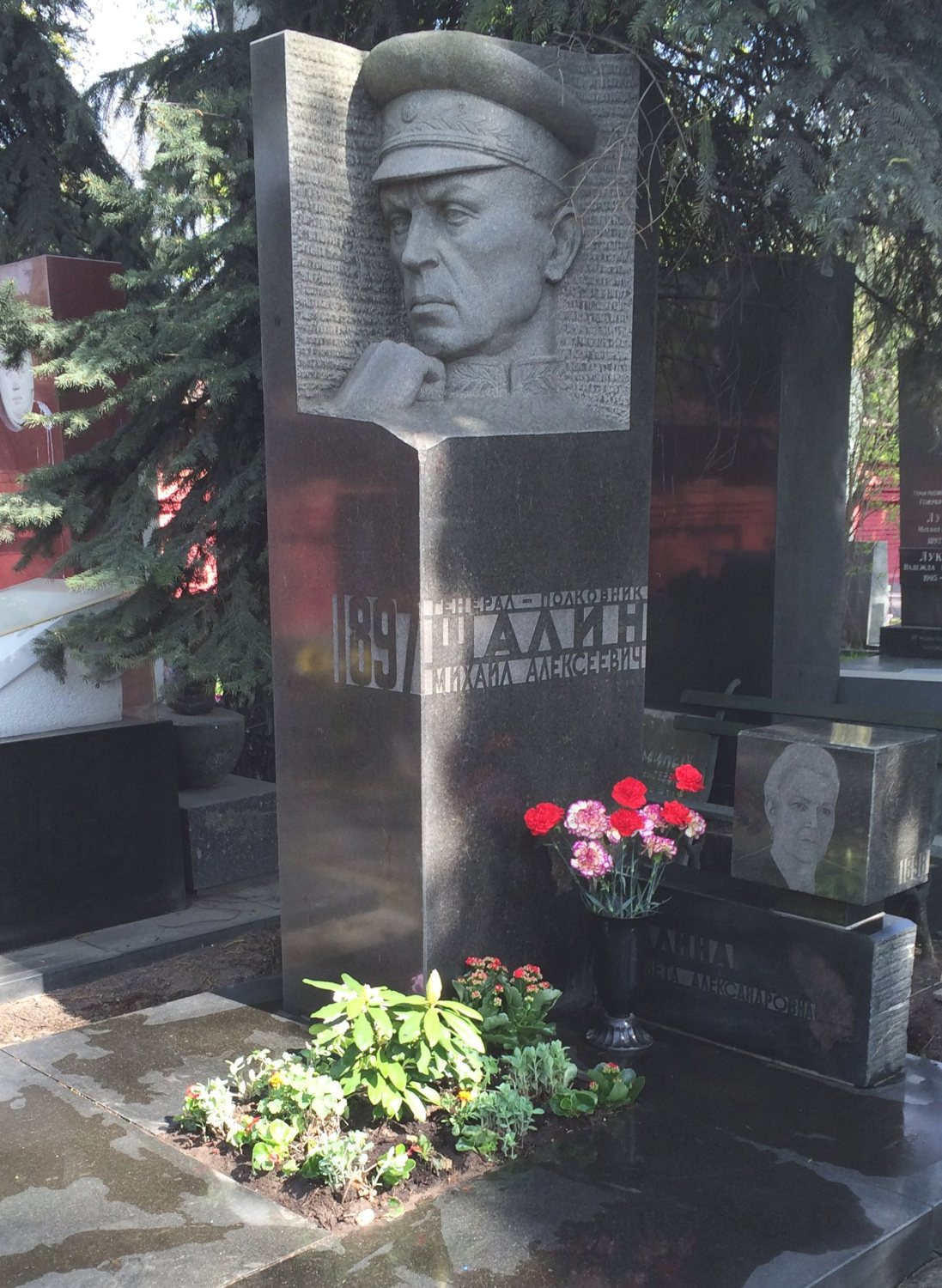
Могила М. А. Шалина на Новодевичьем кладбище.

В июле 1952 — августе 1956 и в октябре 1957 — декабре 1958 — начальник Главного разведывательного управления. В августе 1956 — октябре 1957 — первый заместитель начальника Главного разведывательного управления Генерального штаба.
В 1954 году направил донесение на имя министра обороны Николая Булганина, в котором утверждал, что «Маршал Жуков ведёт переговоры с западными державами через посредничество одного французского секретного агента под именем Тальмар, имея в виду подготовить восстание в России и захватить власть».
В 1958—1960 — военный консультант Группы генеральных инспекторов Министерства обороны СССР. С сентября 1960 года — в отставке по болезни. Составил исторический очерк 1-го Орского стрелкового полка.
Похоронен на Новодевичьем кладбище Москвы.

## Военный чин и воинские звания
- прапорщик (1917),
- майор (1935),
- полковник (1938),
- генерал-майор (17.01.1942),
- генерал-лейтенант (21.08.1943),
- генерал-полковник (31.05.1954).

## Награды

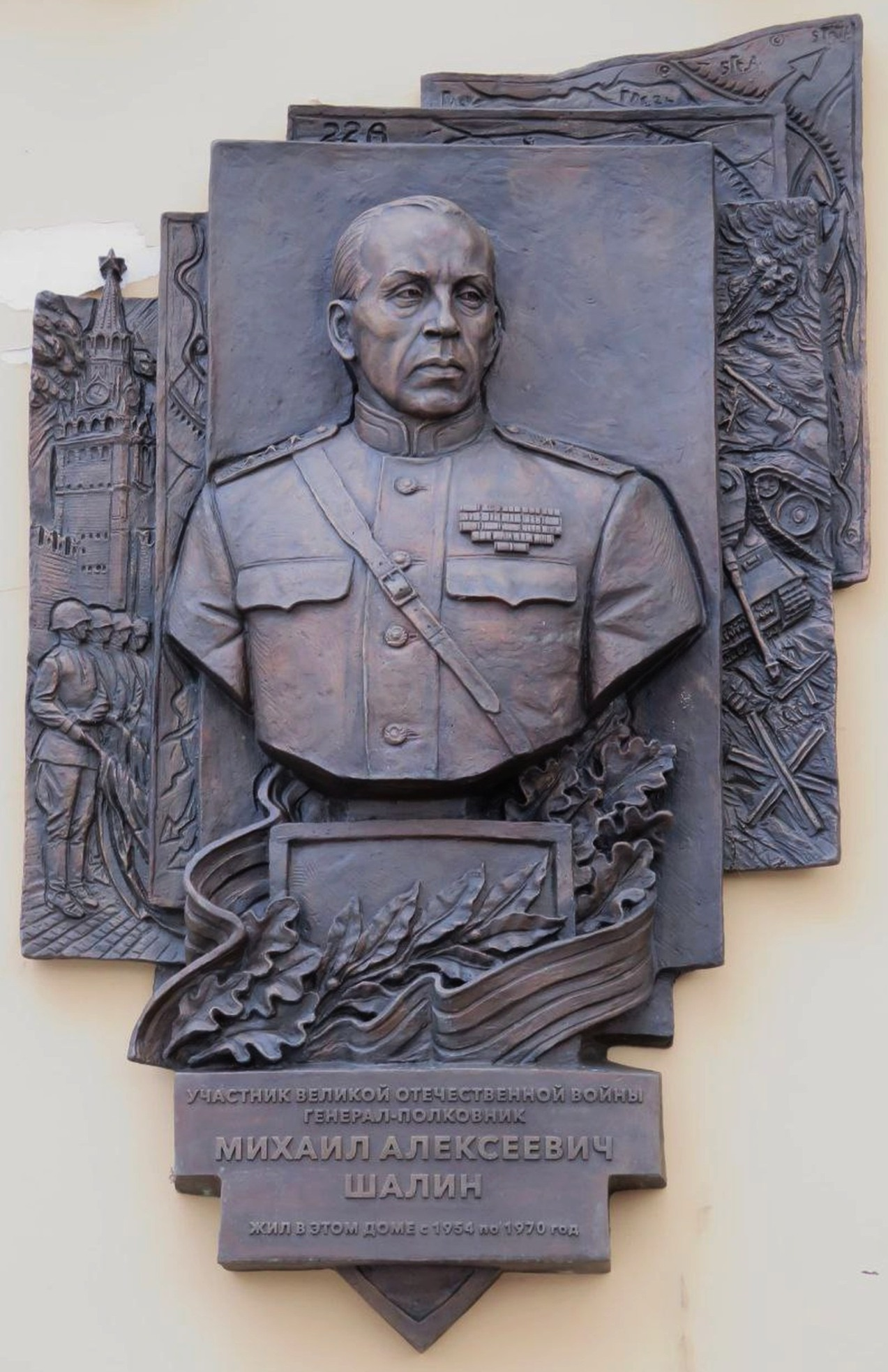
Мемориальная доска на московском доме, в котором жил М. А. Шалин

Удостоен 19 советских и 5 иностранных наград.

### Советские награды
- орден Ленина (21.02.1945),
- три ордена Красного Знамени (1921, 5.05.1942, 3.11.1944, 1949),
- два ордена Суворова I степени (6.4.1945; 29.5.1945),
- орден Кутузова I степени (25.8.1944),
- два ордена Кутузова II степени (27.08.1943, 10.01.1944),
- орден Богдана Хмельницкого I степени (29.5.1944),
- орден Красной Звезды (1967),
- орден «Знак Почёта» (1941),
- медали[5].

### Иностранные награды
- Командор Ордена Британской Империи (Великобритания, 1944)[6]
- Орден «Воинская Доблесть» 5-го класса (Польша, 1946)
- Медаль «За Варшаву 1939—1945» (Польша, 1946)
- Медаль «За Одру, Нису и Балтику» (Польша, 1946)
- Медаль «Китайско-советская дружба» (КНР)

## Память
Его именем названа улица в городе Орске Оренбургской области. В декабре 2023 года в Москве открыта мемориальная доска на доме, в котором он жил.

## Воспоминания современников
Шалин был несгибаемым. И что ещё важнее — абсолютно непререкаемым авторитетом. Авторитет его базировался не только на большом личном обаянии и тактичности, которыми в столь высокой степени обладал Михаил Алексеевич, но, главное, на большой культуре, глубоком знании дела. Шалин до войны был советским военным атташе в Японии, всю войну руководил штабами крупных объединений. Широкая образованность и эрудиция в различных областях знаний, а не только в военном деле, стяжали ему прозвище «ходячей энциклопедии».

Начштаба Шалин излагал свои распоряжения с неколебимой логичностью, совмещённой с большим чувством такта. Подчинённый уходил от него с ощущением морального удовлетворения, даже когда ему указывалось на промахи. А начштаарм, отпустив его, говаривал сожалеючи: «Зря, наверное, распёк беднягу…»
— Бабаджанян А. Х. Дороги победы. Литературная запись Я. Садовского. Издание 2-е, испр. и доп. — М.: «Молодая гвардия», 1975. — С. 250-251.